# Col de Latrape
Le col de Latrape (1 109 m) est un col des Pyrénées dans le département de l'Ariège. En contrebas de la station de Guzet, il est emprunté par la route des cols.

## Accès
Le col se situe sur la route départementale 8F entre les communes d'Aulus-les-Bains (à l'est) et d'Ustou (à l'ouest), soit les vallées du Garbet et de l'Alet, deux affluents du Salat, dans le pays du Couserans.

## Topographie
Au départ d'Aulus-les-Bains, la montée est longue de 5 km pour un dénivelé de 368 m (pente moyenne de 7,4 %) avec des passages à 10,0 %.
Au départ de Sérac d'Ustou, la montée est longue de 5,9 km pour un dénivelé de 424 m (pente moyenne de 7,2 %) avec un passage à 14,7 %.

## Géologie
Le col a été marqué par une transfluence (débordement d'une langue glaciaire qui passe d'une vallée à une autre) du puissant glacier du Garbet, traçant alors une vallée rectiligne à l'ouest du col.

## Activités

### Ski
Depuis la création de la station de Guzet au début des années 1960, le col est le point de départ d'un téléski pour Guzet - Prat-Mataou et l'arrivée de pistes. Un projet de liaison téléportée entre la station thermale d'Aulus-les-Bains et le col de Latrape prolongée par un téléporté de Latrape vers le tuc des Cristaux est suggéré en 2018 par les professionnels, apportant une dynamique toute saison aux infrastructures thermales et touristiques d'Aulus, au col et à la station.

### Cyclisme

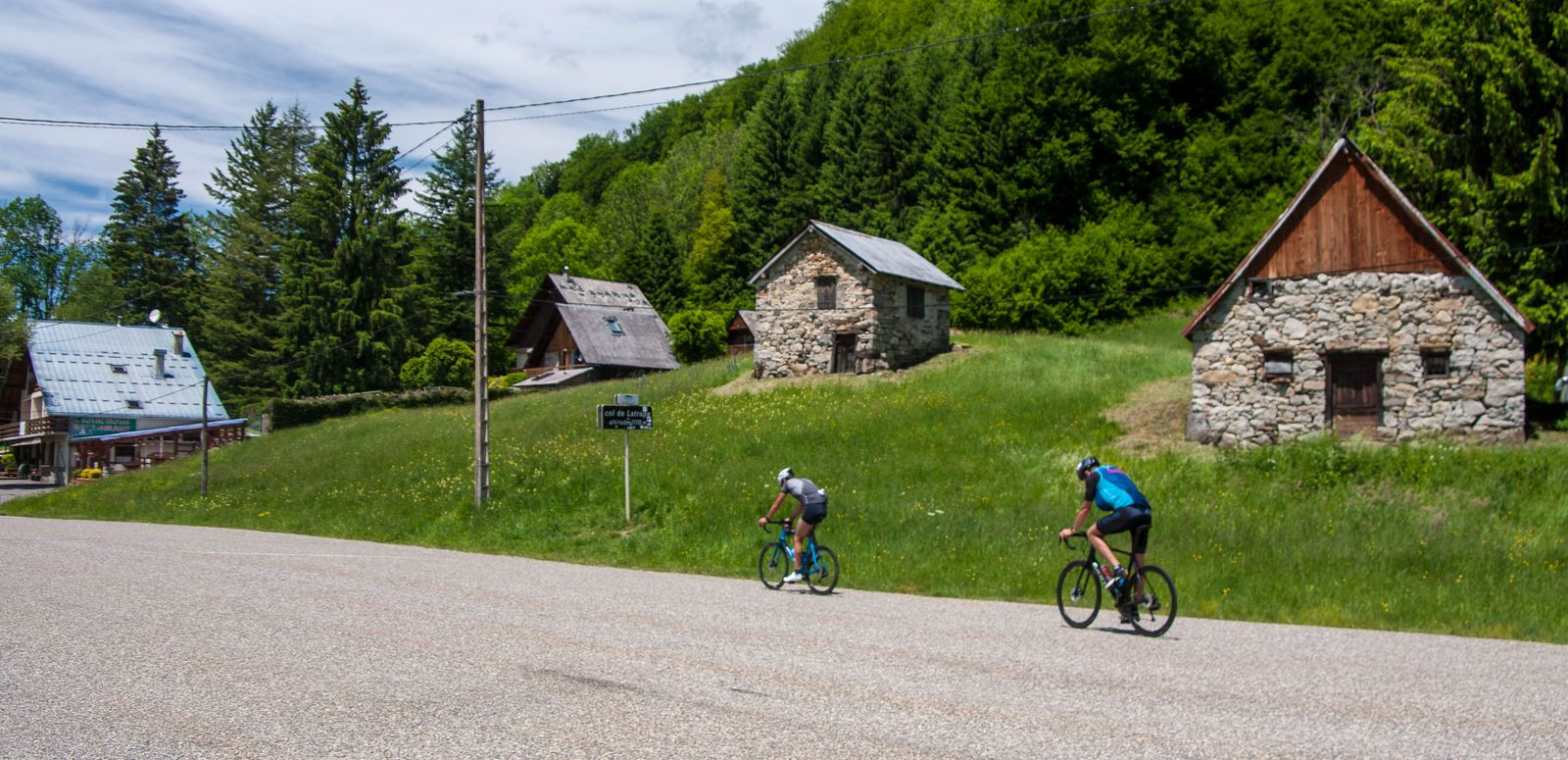
De la vallée du Garbet à celle de l'Alet.

Le col de Latrape a été gravi huit fois, la première fois lors du Tour de France 1956 et la dernière lors du Tour de France 2017.
| Année | Étape | Catégorie | Leader au sommet     |
| ----- | ----- | --------- | -------------------- |
| 2017  | 13    | 1         | Alessandro De Marchi |
| 2011  | 14    | 2         | Sandy Casar          |
| 2004  | 13    | 2         | Sylvain Chavanel     |
| 2003  | 14    | 2         | Christophe Mengin    |
| 1995  | 14    | 3         | Marco Pantani        |
| 1988  | 14    | 2         | Robert Millar        |
| 1984  | 11    | 2         | Jean-René Bernaudeau |
| 1956  | 13    | 3         | Charly Gaul          |

Il est également au programme de la 4e et dernière étape de la Route d'Occitanie 2023, classé en 2e catégorie. 
Il en est de même pour l'édition 2025.